# Лещинер, Борис Матвеевич
Борис Матвеевич Лещинер (Бенцион Борух-Мордкович Лещинер; 11 [24] августа 1915, Ракитное, Киевская губерния — 20 октября 2008, Тольятти, Самарская область) — советский деятель промышленности, заместитель начальника управления Куйбышевгидрострой по снабжению и транспорту, заслуженный строитель РСФСР. Почётный гражданин Тольятти. Награждён орденами и медалями.

## Биография
Родился 11 августа 1915 года в посёлке Ракитное Киевской губернии.
Окончил 7 классов средней школы и фабрично-заводское училище, получил специальность токаря. В 1934 году вся семья переехала в Киев, Борис устроился токарем на завод «Точприбор». В 1936 году был призван в Красную Армию, через два года, после демобилизации вернулся в Киев. По направлению райкома ВКП(б) как студент строительного института и кандидат в члены коммунистической партии попал на работу в военно-строительное управление Киевского военного округа референтом-снабженцем. В 1940 году строил военные городки на Западной Украине. В том же году был принят в члены ВКП(б).
Участник Великой Отечественной войны с 1941 года, вместе с войсками старшина Лещинер отступал до Харькова, оттуда был переведён в Сталинградскую область, где в составе 7-й сапёрной армии строил полевые аэродромы и различные оборонительные сооружения. В 1942 году был отозван с фронта и переведён на строительство Челябинского металлургического комбината заместителем начальника управления снабжения «Челябметаллургстрой», где он проработал до 1947 года.
В дальнейшем некоторое время работал в Кыштыме на строительстве предприятия по наработке плутония, с 1948 по 1952 год работал в Калаче-на-Дону заместителем начальника по снабжению управления «ВолгоДонСтрой», затем с 1952 по 1953 заместителем начальника по снабжению управления «ВолгоБалтСтрой».
В 1953 году был переведён на строительство Волжской ГЭС имени В. И. Ленина, работал заместителем начальника управления
материально-технического снабжения управления «Куйбышевгидростроя» (КГС). За эту работу получил первую награду — орден Трудового Красного знамени. С 1957 года работал на строительстве Саратовской ГЭС заместителем начальника управления «СаратовГЭСстрой». Также работал на строительстве Балаковского химкомбината и собственно города Балаково. По собственным подсчётам Бориса Матвеевича всего ему, уже семейному человеку, пришлось переезжать с место на место 13 раз, причём всегда по назначению, а не по собственному выбору.
В 1967 году по просьбе начальника Куйбышевгидростроя Николая Семизорова, с которым Лещинер сработался ещё на строительстве Волжской ГЭС, он вновь был переведён в Тольятти, где до 1985 года трудился в должности заместителя начальника управления «Куйбышевгидростроя» по снабжению и транспорту. Обеспечивал бесперебойные поставки материалов и оборудования на крупнейшие стройки КГС, в том числе АвтоВАЗ, когда значительные объёмы строительно-монтажных работ на предприятии требовали поставок до 500—600 железнодорожных вагонов различных материалов ежедневно. За успешную работу был награждён вторым орденом Трудового Красного Знамени и орденом Октябрьской Революции.
Неоднократно избирался членом районного и городского советов народных депутатов. Вышел на пенсию в 70 лет, проживал в Тольятти, был общественным советником заместителя мэра по строительству, архитектуре и землепользованию мэрии города Тольятти
Скончался в 2008 году. Похоронен на Баныкинском кладбище Тольятти.

## Звания и награды
Лещинер имел следующие звания и награды:
- Орден Октябрьской революции;
- два ордена Трудового Красного Знамени;
- Заслуженный строитель РСФСР;
- почётный знак губернатора Самарской области «За труд во благо земли Самарской» (2005)[6];
- почётный гражданин Тольятти (1995)[7];
- знак «50 лет КПСС».